# Jérémy Roy
Jérémy Roy (født 22. juni 1983) er en fransk tidligere professionel cykelrytter.